# Idolopoklonstvo
Idolopoklonstvo ili idolatrija predstavlja obožavanje idola.
U abrahamskim religijama, u judaizmu, kršćanstvu i islamu, idolopoklonstvo označava obožavanje nečega ili nekoga drugog osim Boga kao da je božanstvo. Idolopoklonstvo je „obožavanje lažnih bogova“ i zabranjeno je u Deset Božjih zapovijedi. Druge monoteističke religije često primjenjuju slična pravila. Idolopoklonstvo je kad čovjek časti i štuje neko stvorenje umjesto Boga, bilo da je riječ o bogovima ili zlodusima (npr. sotonizam) ili o moći, užitku, rasi, precima, državi, novcu, itd. Priča o zlatnom teletu primjer je što se misli pod idolopoklonstvom. U Starom zavjetu, u Knjizi Izlaska u glavi 20 rečeno je, da čovjek ne smije imati drugih bogova uz Boga i da si ne pravi zlatne bogove. Tele je imalo dvojako značenje na drevnom Bliskom istoku: s jedne strane predstavljalo je plodnost i obilje, a s druge energiju i snagu. Ali prije svega je zlatno, stoga je simbol bogatstva, uspjeha, moći i novca. To mogu biti idoli: uspjeh, moć i novac.
U tradicionalnim religijama drevnog Egipta, Grčke, Rima, Afrike, Azije, Amerike i drugdje, poštovanje kultnih slika ili kipova bila je uobičajena praksa od antike. Kultne slike imale su različita značenja i značaj u povijesti religije. Materijalni prikaz božanstva ili više božanstava imao je istaknutu ulogu u raznim kulturama svijeta.
Opozicija upotrebi bilo koje ikone ili slike za predstavljanje ideja poštovanja ili bogoslužja naziva se anikonizam. Uništavanje slika kao ikona poštovanja naziva se ikonoklazam. To je ponekad bilo praćeno nasiljem između vjerskih grupa koje zabranjuju obožavanje idola i onih koje su prihvatile ikone, slike i kipove za bogoslužje.
Povijest religije obilježena je optužbama i poricanjem idolopoklonstva. Tema idolopoklonstva bila je izvor neslaganja između mnogih religija ili unutar konfesija različitih religija.